# Titus Flavius Titianus (Tribun)
Titus Flavius Titianus war ein im 2. Jahrhundert n. Chr. lebender Angehöriger des römischen Ritterstandes (Eques).
Durch zwei Inschriften, die bei Longovicium gefunden wurden, ist belegt, dass Titianus um 175/178 Tribun der Cohors I Fida Vardullorum war, die zu diesem Zeitpunkt in der Provinz Britannia stationiert war.